# عضل بورتوني
عضل بورتوني (الاسم العلمي: Gerbillus burtoni) (بالإنجليزية: Burton’s Gerbil)‏ هو نوع من الحيوانات يتبع جنس العضل من الفصيلة الفأرية.